# Britstown
Britstown is een dorp gelegen in de gemeente Emthanjeni in het midden van de regio Karoo in de Zuid-Afrikaanse provincie Noord-Kaap. Het dorp ligt precies halverwege Kaapstad en Johannesburg, ongeveer 700 km van beide steden verwijderd. De Aar is de dichtstbijzijnde grote stad en ligt 50 km ten oosten van Britstown. De lokale economie van het dorp is hoofdzakelijk gebaseerd op de productie van wol van merinoschapen. 

## Geschiedenis
Het dorp is genoemd naar Hans Brits die Dr. David Livingstone vergezelde op een van zijn reizen naar de binnenlanden. Daarna heeft hij zich gevestigd op de boerderij "Gemsbokfontein", waar vandaag de dag het dorp is gelegen.
In 1877 is het dorp gesticht door een groep boeren nadat zij een deel van de boerderij van Hans Brits hadden gekocht. Van de "Ring van Beaufort" hadden zij toestemming gekregen om een Nederduits Gereformeerde kerkelijke gemeente te stichten. Deze is op 25 januari 1877 tot stand gekomen met de bouw van een gemeentecentrum en een kerk. In 1890 heeft een dorpsraad het bestuur over het dorp van de Nederduits Gereformeerde kerk overgenomen. 
In 1885 is men begonnen te bouwen aan een particulier irrigatiestelsel, beheerd door het "Smartt Syndicaat", dat in 1954 is geliquideerd. Het bedrijf bouwde twee dammen en verbouwde gewassen: alfalfa en tarwe. Daarnaast hield men karakulschapen en Clydesdale paarden. In 1961 vernietigde een overstroming een dam en deze is pas in 1964 door de overheid hersteld.

## Verkeer en transport
De nationale weg N12 komt langs Britstown en verbindt het dorp met Victoria-Wes en Strydenburg. De N10 tussen De Aar en Prieska loopt ten noorden van het dorp en kruist de N12 in de buurt van Britstown. De spoorlijn van De Aar naar Upington en verder naar Namibië doet Britstown eveneens aan. 

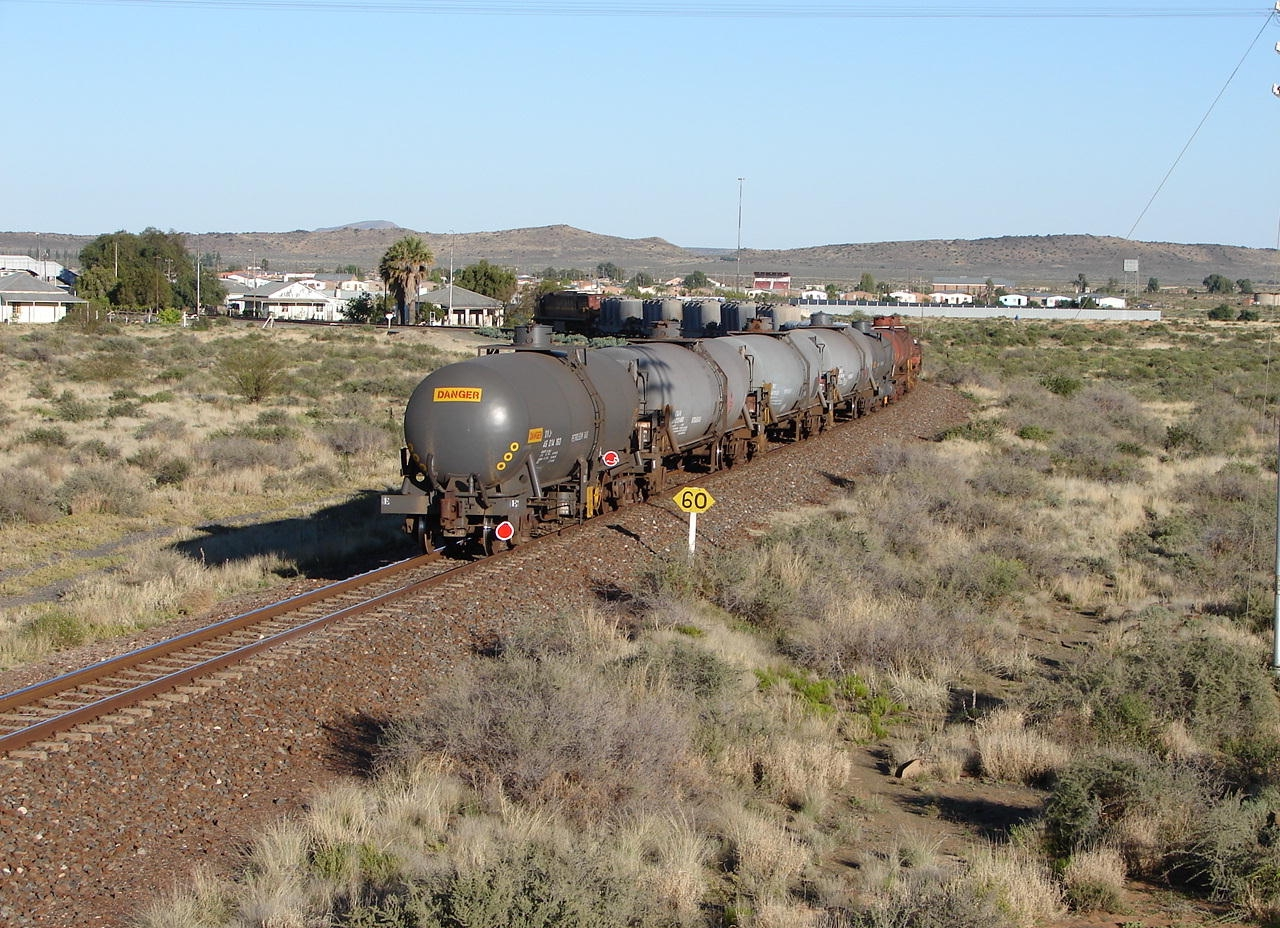
Trein rijdt Britstown binnen op weg naar Prieska

## Toerisme
Het Britstown-museum is gelegen in het gebouw in de Raathstraat waar voorheen de "Holy Trinity"-kerk gehuisvest was. Waarschijnlijk is het meest imposante gebouw in het dorp de Nederduits Gereformeerde kerk, opgericht in juli 1894 en vandaag nog als zodanig in gebruik. 
Bezoekers kunnen het omliggende Karoo-landschap ervaren op talloze wandelroutes in de omgeving. Interessante archeologische terreinen zijn gelegen op de boerderijen: Brakwater, Keurfontein, Maritzdam en Omdraaivlei. Uitstapjes om de heldere sterren in de Karoohemel te bewonderen behoren eveneens tot de mogelijkheden.

## Bekende inwoners
- Louis Luyt - Zuid-Afrikaanse zakenman en sportbestuurder.
- Johannes van Wijk - predikant in de Nederduits Gereformeerde Kerk en samensteller van Uit die Beek, waarmee zijn vader, ds. A.J. van Wijk, in 1906 in Britstown was begonnen.